# Straceniec (potok)
Straceniec – potok, lewy dopływ Bystrej o długości 4,74 km i powierzchni zlewni 5,72 km².
Potok płynie w Beskidzie Żywieckim. Ma dwa źródłowe cieki wypływające na północno-zachodnich stokach Krawcowego Wierchu (1064 m) na wysokości około 1030–1040 m. Opływają one północno-zachodni grzbiet Krawcowego zwany Straceńcem i łączą się na wysokości około 765 m. Od miejsca połączenia Straceniec spływa w zachodnim, a następnie północno-zachodnim kierunku, dużym łukiem opływając wzniesienie Okrągła. Przepływa przez należące do miejscowości Złatna przysiółki Jastrzębie i Klisiówki, w których uchodzi do Bystrej na wysokości około 612 m.
Doliną Straceńca prowadzi znakowany niebieski szlak turystyczny Złatna – Straceniec – Bacówka PTTK na Krawcowym Wierchu. Czas przejścia: 1:50 h, z powrotem 1:05 h.